# Моравска мануфактура таписерија
Моравска мануфактура таписерија је фабрика таписерија у Валашке Мезиржичију у Злинском округу у Чешкој Републици. Фабрика се више од педесет година бави ручном израдом класичних и уметничких таписерија, рестаурацијом и креирањем нових комада модерне тематике. Сматра се првом мануфактуром таписерија у Чехословачкој, и једином радионицом ове врсте у Моравској и чешкој Шлезији.
Радионица, текстилна фабрика и музеј, такође је позната по својим сарадничким радовима са чешким уметницима и архитектама. Главни фокус је дубоко укорењен у очувању основних техничких метода финог ручног рада.  Фабрика и школа гоблен таписерије коју је идеализовао сликар и дизајнер таписерије Рудолф Шлатауер, постоји више од сто година.

## Историја
Прва етапа у историји Моравске мануфактуре гоблена у Валашке Мезиржичију датира из 19. века, када је аутор Рудолф Шлатауер материјализовао своју идеју о отварању радионице за ткање таписерија. Након школовања за сликара на Академији лепих уметности у Бечу, Шлатауер је студирао и бавио се сликарством у другим европским градовима, проводећи једно време у Скандинавији. Тамо се упознао са локалном производњом ручно тканих таписерија. Боравак Шлатауера у Скандинавији се генерално сматра прекретницом у његовим каснијим професионалним активностима. Године 1898, по повратку из нордијских земаља, основао је ткање таписерија у селу Зашова, близу моравског града Валашке Мезиржичи.  Традиционална текстилна индустрија у региону и, заузврат, квалификована радна снага сматрани су као средства за најуспешнији рад радионице таписерија.

### Сарадња
Међутим, током својих првих година, фабрика се суочила са тешкоћама, посебно економског типа. Дуготрајни проблеми са продајом производа довели су до захтева за званичну финансијску подршку, што је на крају резултирало преузимањем мануфактуре од стране Моравског обласног комитета, након чега је уследила њена трансформација у Јубиларну регионалну школу таписерија и тепиха, која се налази у Валашке Мезиричију. Уметнички, почетни период школе повезан је са дизајном текстила који је креирао њен директор Рудолф Шлатауер: његове таписерије, паравани и пресвлаке намештаја садрже сецесијске мотиве, облике и орнаментику. Од подједнаког значаја је била и сарадња мануфактуре Валашке Мезиричи са чешким сликаром Ханушем Швајгером, Шлатауеровим колегом са Бечке академије. Фабрика је производила таписерије по Швајгеровим украсним шарама, а њихове варијације су биле много траженије у каснијим годинама. Ткана зидна таписерија, као и други главни производ мануфактуре, ручно везан тепих, сматрани су потенцијалним компонентама у декорацији унутрашњих простора и као такви инспирисали су мануфактуру да се окрене архитектама. Међу њима су били Душан Јуркович, Јан Коћера и велики број њихових ученика и следбеника, од којих су многи након студија у Прагу били ангажовани у Школи за фину обраду дрвета у Валашке Мезиричију. Тканине произведене под управом Шлатауеровог наследника Јара Кучере, стилски карактерише декоративни ар деко идиом и, тематски, прихватање фигуралних субјеката везаних за новоосновану Чехословачку — за рад и живот у младој републици.

### У 20. веку
Креативно партнерство између естаблишмента таписерије и визуелних уметника, кроз које су слике превођене у текстилну форму, наставило је да цвета; таписерије су ткане по нацртима уметника Вацлава Шпале, Франтишека Сусера и многих других. Наредне 1930-е биле су обележене минималистичким уметничким изразом, препознатљивим по дизајну тепиха у функционалистичком стилу. Током Првог светског рата, уметничка производња стагнирала је због недостатка квалитетног материјала за ткање таписерија. Године 1946. у фабрици је постављено ново руководство и њена специјализација је проширена на рестаурацију историјских таписерија и производњу ручно тканих тепиха. Следеће године је успостављена сарадња са страним компанијама, међу којима је и француска традиционална радионица таписерија у Обисону. Педесетих година 20. века направљена је таписерија за Тријенале у Милану по дизајну Правослака Котика, а други комад је направљен по шаблону Људмиле Кибалове за Светску изложбу Експо '58 у Бриселу.  Шездесетих година 20. века, фабрика је сарађивала са дизајнером текстила Антоњином Кибалом и великом групом његових ученика. Јан Т. Сричек, садашњи директор Моравске Мануфактуре, такође је био уписан у Кибалов атеље на Академији уметности, архитектуре и дизајна у Прагу. Сричек представља модерну историју мануфактуре од раних 1990-их. Осим дизајна текстила, Сричек је покренуо и пројекат Actual Textile Art. Сврха ове иницијативе је била да оживи проверену сарадњу мануфактуре са савременим уметницима. Током година, мноштво истакнутих уметника који отелотворују различите стилове и карактеристичне естетске приступе позвани су да се изразе кроз медиј вуне.